# Johannes Uytenbogaert

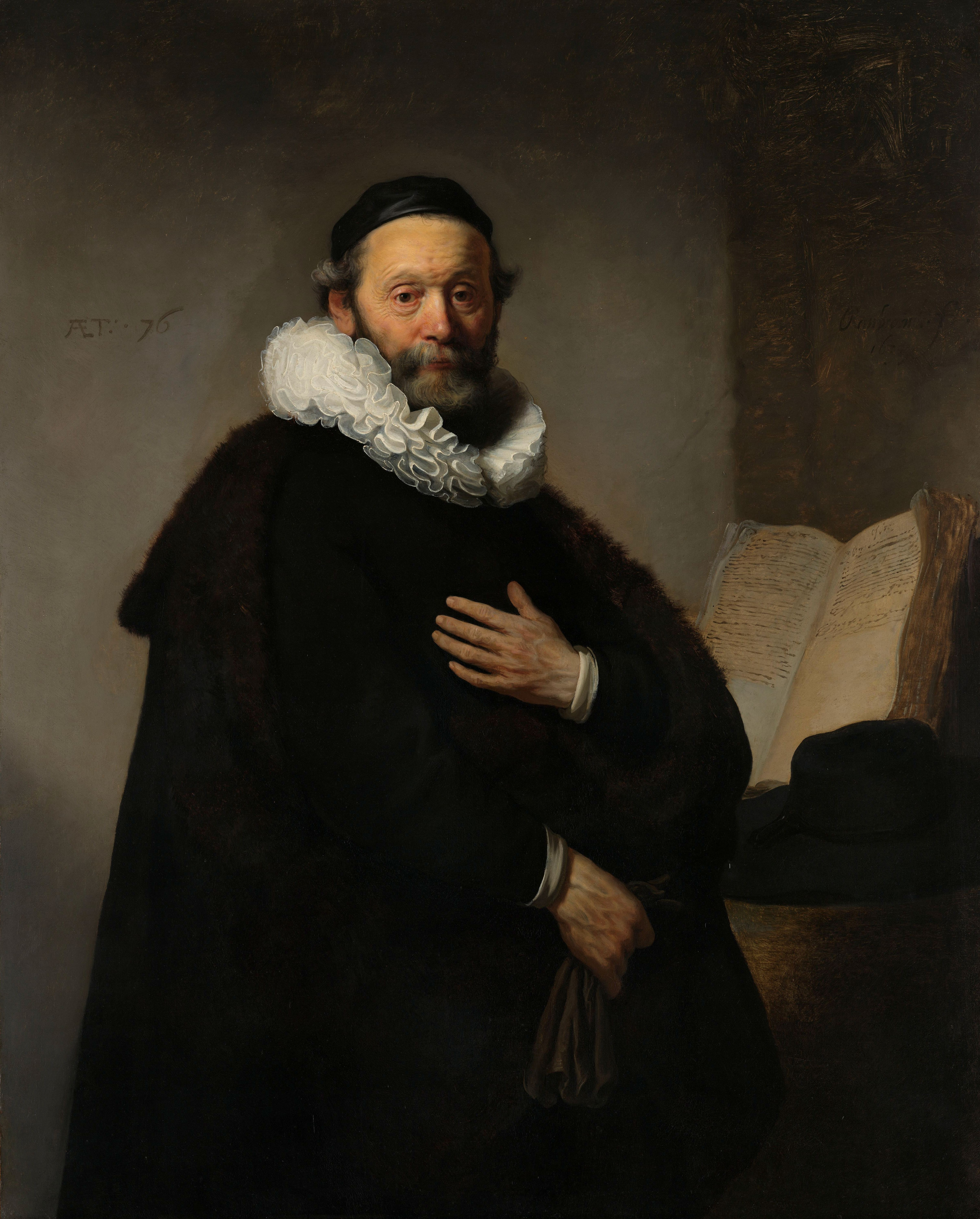
Johannes Uytenbogaert, Gemälde von Rembrandt van Rijn (Rijksmuseum Amsterdam)

Johannes Uytenbogaert (* 11. Februar 1557 in Utrecht; † 4. September 1644 in Den Haag) war ein evangelisch-reformierter niederländischer Geistlicher und prominenter Remonstrant.

## Biografie
Der Sohn des Schulmeisters Augustijn Petersz. Utenbogaert und der Helena (oder Heylwich) Hamel besuchte in Utrecht die Hieronymusschule. Er begann ein Jurastudium. Mit einem Stipendium der Stadt Utrecht studierte er anschließend Theologie an der Genfer Akademie, wo er unter anderem Théodore de Bèze hörte. Ein Studienfreund war Jacobus Arminius. 1584 kehrte Uytenbogaert nach Utrecht zurück und trat seine erste Pfarrstelle an. In Den Haag lernte er Moritz von Oranien und Johan van Oldenbarneveldt kennen und stieg 1601 zum Feld- und später Hofprediger des Statthalters auf. 
In verschiedenen kirchenpolitischen Konflikten seiner Zeit wirkte Uytenbogaert schlichtend und vermittelnd, geriet aber zunehmend in die Streitigkeiten zwischen Arminius und Franciscus Gomarus hinein. Nach dem Tod des Arminius war er ein Mitverfasser der Remonstrantie, ein Dokument, das die Lehre von der doppelten Prädestination ablehnte. Die in Delft tagende Synode von Süd-Holland setzte Uytenbogaert am 29. Oktober 1618 als Pfarrer ab; bald darauf erfolgte seitens der Regierung die Konfiskation seiner Güter und die Verbannung aus den Niederlanden – die Gunst des Statthalters hatte er bereits seit etwa 1616 verloren. So war der führende Kopf der Remonstranten nicht unter den Personen, die von der Dordrechter Synode 1618/19 vorgeladen wurden. Er stand mit dieser Gruppe aber in engem Briefkontakt.
Uytenbogaert organisierte die Remonstranten-Gemeinde in Antwerpen und begab sich dann nach Paris. In Folge der nach Frankreich orientierten Politik Oldenbarnevelds hatte auch Uytenbogaert Kontakte zu französischen Diplomaten. Als den Remonstranten aber der Übertritt in die römisch-katholische Kirche nahegelegt wurde, zog er sich nach Rouen zurück und stand so politisch und kirchlich weniger im Blickpunkt.
1626 kehrte Uytenbogaert in die Niederlande zurück. Aus seiner Feder stammt eine remonstrantische Kirchenordnung sowie mehrere theologische Streitschriften, die stets durch Angriffe von Contraremonstranten veranlasst waren.